# Dutch Mountain Film Festival
Het Dutch Mountain Film Festival (DMFF) is een internationaal bergfilmfestival dat, na een try-out in Maastricht in 2007, sinds 2011 jaarlijks in het Nederlandse Heerlen plaatsvindt.
Tijdens dit filmfestival worden bergfilms vertoond in diverse voorstellingen. Het thema "bergen" staat centraal en wordt tijdens het festival tot uiting gebracht in bergfotografie, beeldende kunst, lezingen, documentaires, filmverslagen, film, thriller, kortfilm en lezingen en workshops door fotografen, filmmakers of bergbeklimmers. Het festival vertoont zowel bergfilms van historische waarde als moderne bergfilms. Tijdens het festival worden door een vakjury drie filmprijzen uitgereikt. In Noordwest-Europa is het DMFF het enige bergfilmfestival. Het festival trekt bezoekers uit Nederland, België, Duitsland en Frankrijk. In 2013 vond het festival plaats in Maastricht, Heerlen, Landgraaf en Vijlen.

## Prijzen
Het Dutch Mountain Film Festival looft drie prijzen uit, die worden toegekend door een vakjury.
- DMFF-Award is de Grand Prix van het festival en is voor de meest artistieke en originele korte bergfilm (maximaal 59 minuten).
- DMFF Best Newcomer Prize is een aanmoedigingsprijs voor nieuw en jong talent op het gebied van de korte bergfilm.
- DMFF Scenarioprijs gaat om het beste scenario voor een bergfilm, waarvan het speelveld wordt bepaald door het uitzicht van een berg in de Euregio Maas-Rijn.

## Winnaars
2017
- Crossborder DMFF Award - Through the unknown (Verso l’ignoto) van regisseur Federico Santini
- De Spiegel Best Newcomer Award - In between van regisseur Rolf Steinmann
- Parkstad Limburg Jury Award - Mira van regisseur Lloyd Belcher

2016
- Crossborder DMFF Award - K2 – Touching the sky van regisseur Eliza Kubarska
- De Spiegel Best Newcomer Award - Miejsce van regisseur Julia Poplowska
- Parkstad Limburg Jury Award First Ascent – Kunyang Chhish East van regisseur Matteo Vettorel,

2015:
- DMFF Grand Prize: Hemelbestormers/ Killerslope van regisseur Geertjan Lassche
- DMFF Best Newcomer Prize: Fabiola
- DMFF Parkstad Limburg Prize: Live for Passion

2014:
- DMFF Grand Prize: Steps
- DMFF Best Newcomers Prize: Tyndyk
- DMFF Spiegel Prize: Kurt und der Sessellift